# Амаду дан Танімун II

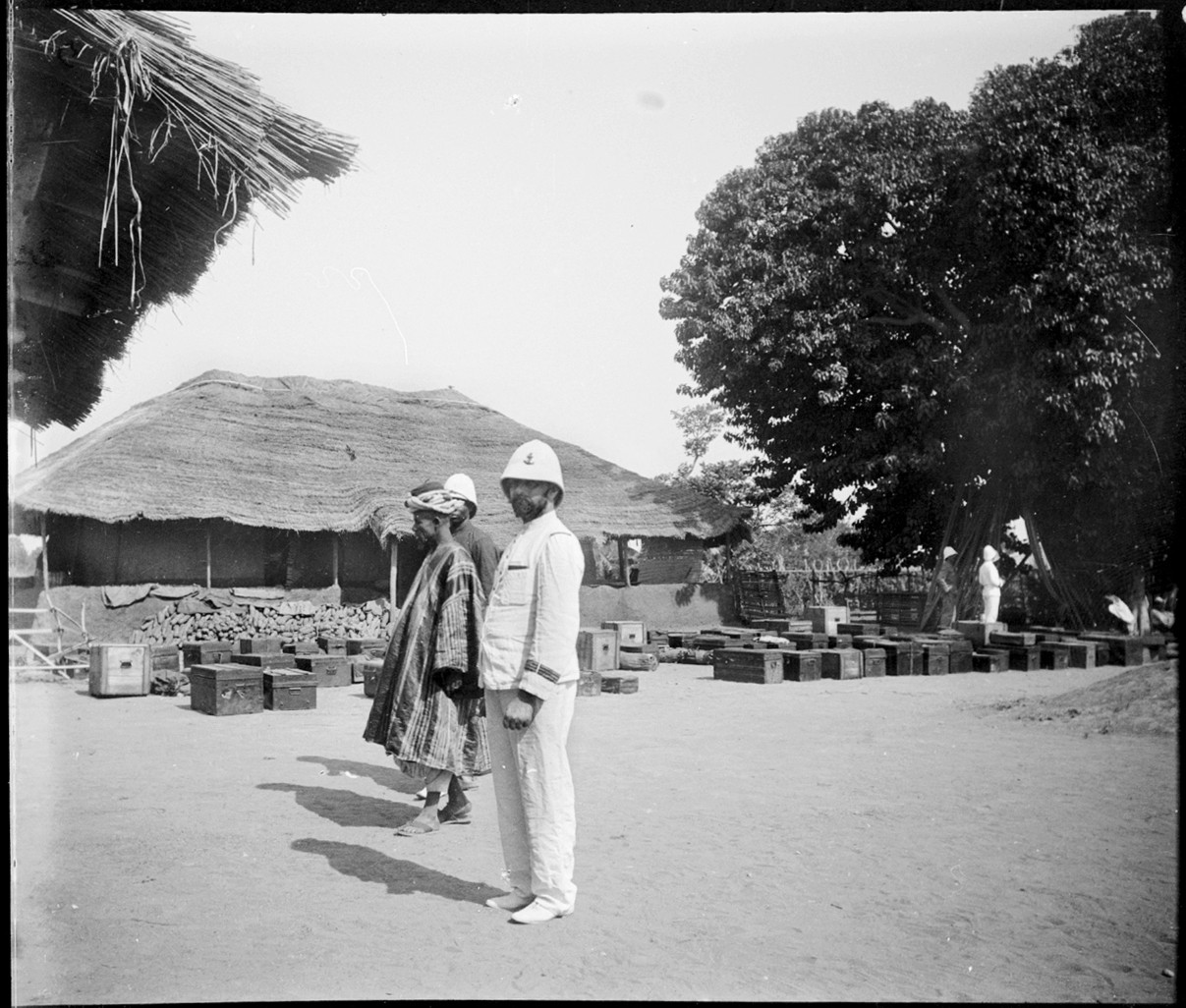
Султан Амаду дан Танімун з французькою делегацією

Амаду дан Танімун II (д/н — 16 вересня 1899) — 15-й султан Дамагараму в 1893—1899 роках. Останній незалежний правитель. Відомий також як Амаду Маї Румджі (Амаду, правитель Румджі) та Амаду Куран Дага (Амаду — бойова гієна).

## Життєпис
Один з молодших синів султана Танімуна дан Сулеймана. Про молоді роки обмаль відомостей. 1893 року після смерті брата Сулеймана завдяки підтримці каїгами (головнокомандувача) Дан Кіроми переміг родичів (синів султана Ібрагіма дан Сулеймана) й успадкував трон. Невдовзі отримав офіційне визнання свого статусу з боку номінального сюзерена — Мухаммада аль-Аміна II, шеху Борну. Втім той вже не мав владу, оскільки Борну захопив Рабіх аз-Зубайр.
Новий султан опинився в складній ситуації: з одного боку, Рабіх і далі розширяв свої володіння, з другого — шеху Борну вимагав нападу на Рабіха. Також посилилося проникнення в регіон Франції.
Втім Амаду вирішив продовжити активну зовнішню політику попередників. Спочатку підкорив туарегів на сході, в районі міста Гуре. Слідом за цим підкорив невеличкі держави, що утворилися після занепаду Борну — було підкорено емірат Махіна та султанат Нгуру, де встановлено залежним правителів. Але невдачею завершився напад на емірат Гумель. Водночас султан втрутився в боротьбу в еміраті Кано, підтримавши Юсуфа Карофі, а потім Алію Баба. Втім невдовзі останній виявив самостійність, не бажаючи коритися дамагараму. Тому почалася нова війна, що тривала до 1899 року. Вона не мала успіху.
Разом з тим 1898 року до Зіндера прибув капітан французької армії Маріус Габріель Каземажу, що провів у місті 3 тижні під захистом султана. Каземажу домовлявся про спільні дії з рабіхом аз-Зубайром проти британців. Разом з тим Амаду повідомив французького посланця, що не бажає приймати французький протекторат, а готовий визнати зверхність османського султана, що був також халіфом. При цьому в оточенні почалося протистояння серед прихильників мирних відносин з французами та ісламським духовенством, що вважало прибуття Каземажу початком нового хрестового походу.
В результаті того разом з перекладачем було вбито (приводом стало бажання француза увійти до палацу султана, не знімаючи чобіт). Цей факт Франція використала як привід нападу на Дамагарам. На початку 1899 року проти султанату виступило військо. 26 липня того ж року в запеклій битві біля Тірміні Амаду дан танімун зазнав нищівної поразки, після чого втік з Зіндану, який зайняли французи. Вони оголосили султаном Амаду дан Танімуна III.
Сам Амаду дан Танімун II отаборився в містечку румджі, звідки почав напади на французькі загони, розраховуючи підняти загальне повстання. Проте 16 вересня 1899 року в Румджі зазнав поразки й загинув.

## Пам'ять
Його ім'я носить ліцей в Зіндері.